# Kosmos 2416
Kosmos 2416, ruski izviđački satelit iz programa Kosmos. Vrste je Rodnik br. 11 L. Skupa je s njim lansiran komunikacijski satelit Gonjec-D1M br. 11L (Spacetrack: 28909, COSPAR 2005-048-B).
Lansiran je 21. prosinca 2005. godine u 19:34 s kozmodroma Pljesecka s mjesta 132/1. Lansiran je u nisku orbitu oko planeta Zemlje raketom nosačem Kosmos-3M 11K65M. Orbita mu je 1437 km u perigeju i 1477 km u apogeju. Orbitne inklinacije je 82,47°. Spacetrackov kataloški broj je 28908. COSPARova oznaka je 2005-048-A. Zemlju obilazi u 114,72 minute. 
Ovaj niskovisinski komunikacijski satelit, prvi od flote od 12 satelita na četirima ravninama. Mase je 250 kg, snage 40 W, očekuje se da će služiti 30-orima ruskim agencijama i organizacijama s porukama elektronske pošte i kratkim porukama. Do ovog je satelita za to služila flota od šest satelita Gonjec-D1.
Iz misije je ostao jedan dio koji je ostao kružiti u niskoj orbiti pa se vratio u atmosferu. 

## Vanjske poveznice
- N2YO.com Search Satellite Database (engl.)
- Celes Trak SATCAT Format Documentation (engl.)
- Kunstman  Arhivirana inačica izvorne stranice od 12. kolovoza 2019. (Wayback Machine) Satellites in Orbit (engl.)